# Милешевская епархия
Милеше́вская епа́рхия (серб. Епархија милешевска) — епархия Сербской православной церкви. Кафедра предстоятеля расположена в монастыре Милешева.

## История
В первой половине XIII века был основан монастырь Милешева, который и стал кафедрой епископа. Епархия часто изменялось название, но всегда её административный центр располагался Монастыре Милешева. О создании Милешевской митрополии очень мало известно. В одной службе святителю Савве она называется «славной митрополией».
Образована в 1992 году в пределах западной части Рашской области, Среднего Полимлья и Потарья.
С 7 июля 1999 года епархию возглавлял епископ Филарет (Мичевич), который занимался строительством новых и восстановлением из руин старых церквей и монастырей в Полимье, Потарье и за её пределами — в Рашской области.

## Монастыри
Монастыри Милешевской епархии:
- Монастырь Милешева, самый большой и важный
- Свято-Троицкий Плевский монастырь
- Монастырь Баня
- Монастырь Давидовица
- Монастырь Куманица
- Монастырь Доволя
- Монастырь Дубница
- Монастырь Яня
- Монастырь Джурджевича Тара
- Монастырь Бистрица
- Монастырь Дубочица
- Монастырь Мажичи
- Монастырь Селяни

## Епископы
- Давид (1466—1470)
- Георгий (Джокич) (май 1992 — июль 1994)
- Василий (Веинович) (май 1994 — 27 июля 1997)
- Павел (Стойчевич) (1997—1999) в/у, патр. Сербский
- Филарет (Мичевич) (23 мая 1999 — 14 марта 2015)
- Иоанникий (Мичович) (14 марта 2015 — 24 мая 2017) в/у, еп. Будимлянско-Никшичский
- Афанасий (Ракита) (с 24 мая 2017)